# Iglesia de Santa María (Curiel de Duero)
La iglesia de Santa María es una iglesia católica de la localidad de Curiel de Duero, en la provincia de Valladolid, comunidad autónoma de Castilla y León, España.

## Descripción
Se trata de un templo levantado en el siglo XII y realizado en piedra. Consta de tres naves con bóveda de crucería. Conserva las entradas románicas del siglo XII.

## Interior

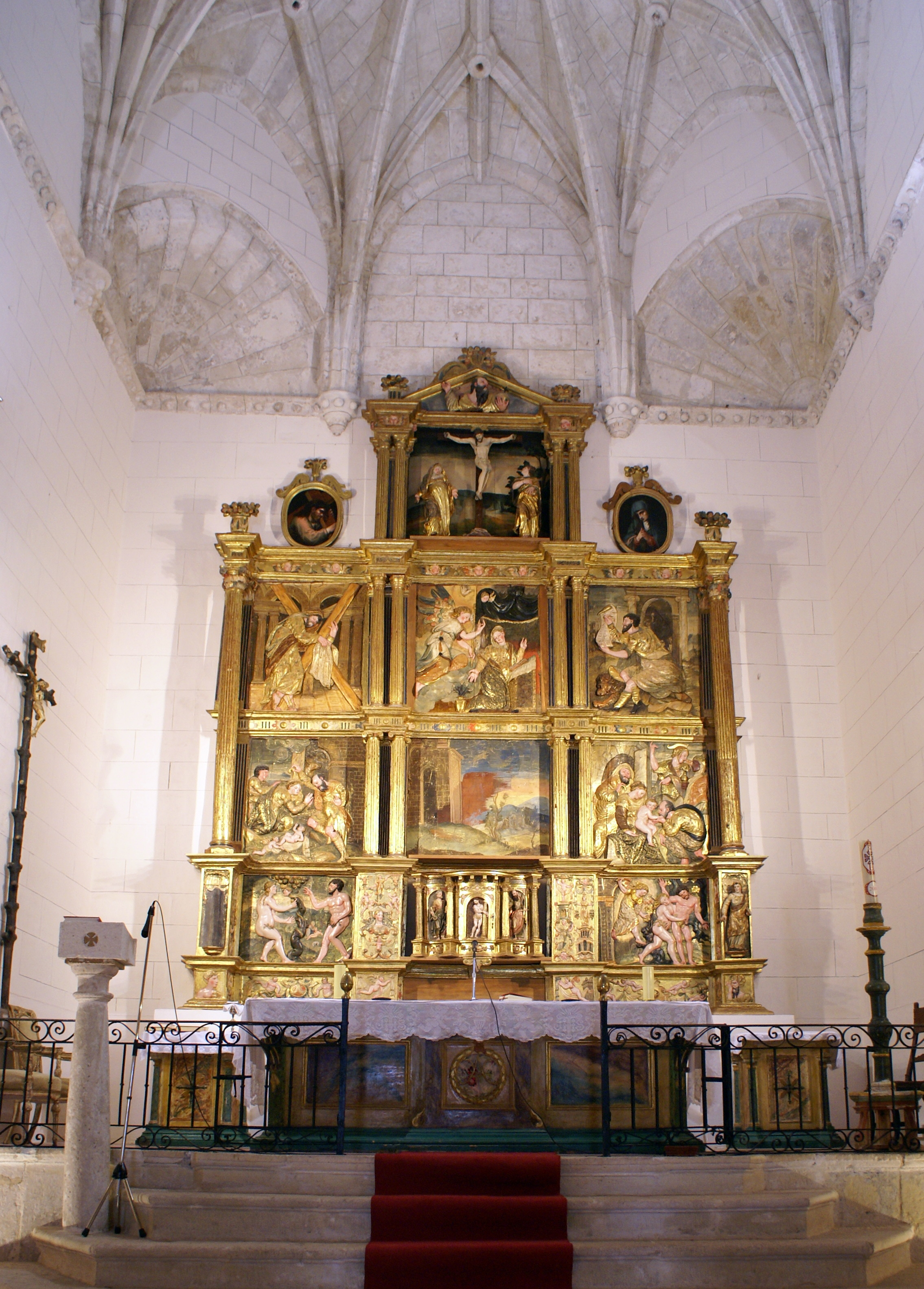
Vista del retablo mayor.

Su interior, de los siglos XV y XVI, conserva dos arcadas y un artesonado en madera policromada de estilo mudéjar.
El retablo mayor consta de tres cuerpos, con tres calles y un remate. Se realizó en el siglo XVI y los relieves existentes en el mismo se atribuyen a la escuela palentina, con influencias de Francisco Giralte. Una imagen de estilo gótico de la Virgen María, fechada en el siglo XV, preside el conjunto.